# Joseph Duval-Jouve
Joseph Duval-Jouve ( 7 de agosto de 1810 – 25 de agosto de 1883 ) fue un botánico, pteridólogo, agrostólogo, e historiador francés, aborigen de Boissy-Lamberville. Era el padre del histólogo animal Mathias-Marie Duval (1844-1907).
También enseñó retórica y filosofía; y durante su carrera sirvió como inspector académico en las ciudades de Argel, Estrasburgo y en Montpellier. Una parte de su herbario fue donado a la Facultad de Ciencias de Montpelier.
Se especializó en la familia Poaceae, y el género Equisetum L. 1753

## Honores

### Epónimos
Género
- (Poaceae) Jouvea E.Fourn. 1876[2]

## Algunas publicaciones
- 1862. Note sur la synonymie du poa palustris L. (p. serotina Ehrh., p. fertilis Host.). 8 pp.
- 1862. Sur une forme naine de l'"Aira media" (Gouan). Ed. Martinet. 3 pp.
- 1863. Le nom de poa Chaixi Vill. à la priorité sur celui de poa sudetica Ha︠e︡nke et celui de juncus mutans Vill. sur celui de juncus pediformis Chaix in Vill. 5 pp.
- 1864. Sur le Carex ascillaris ... que Crouzet a trouvé en France. 11 pp.
- 1876. Causerie botanique (Charlas de botánica). 13 pp.
- 1878. Géographie historique: La carte des gabelles en 1781. Ed. Boehm. 9 pp.

### Libros
- 1841. Bélemnites: des terrains crétacés inférieurs des environs de Castellane (Basses-Alpes). Ed. Masson. 80 pp.
- 1845. Études sur le pétiole des fougères. Ed. V. Edler. 20 pp.
- 1855. Traité de logique, ou Essai sur la théorie de la science. 2ª ed. de Ladrange. 408 pp. en línea. Reeditó BiblioBazaar en 2010. 426 pp. ISBN 1-142-31139-2
- 1864. Histoire naturelle des Equisetum de France. Reeditó Kessinger Publishing en 2009, 330 pp. ISBN 1-120-48074-4 en línea
- 1866. L'herbier de Linné et les Graminées françaises d'après les travaux de Mm. Ph. Parlatore, C. Hartman et W. Munro. Ed. E. Martinet. 32 pp.
- 1870. Étude anatomique de l'arète des graminées
- 1870. Étude anatomique de quelques Graminées et en particulier des Agropyrum de l'Hérault. Ed. Baillière. 402 pp.
- 1871. Des comparaisons histotaxiques et de leur importance dans l'étude critique des espèces végétales. Ed. J.B. Baillière. 526 pp.
- 1872. De Quelques Juncus a Feuilles Cloissonnees: Et en Particulier Des J. Lagenarius Et Fontanesii Gay Et Du J. Striatus Schsb (1872). 150 pp. Reeditó Kessinger Publishing en 2010, 44 pp. ISBN 1-160-40945-5
- 1873. Diaphagmes vasculiferes des monocotyledones aquatiques. Ed. J.B. Bailliere. 176 pp.
- --------, charles Périgot. 1873. Petite géographie pour le département de l'Herault. Ed. CH. Delagrave. 143 pp.
- 1873. Particularités des "Zostera marina" L. et "nana" Roth, par M. J. Duval-Jouve. Ed. J.-B. Baillière et fils. 15 pp.
- 1874. Étude histotaxique des Cyperus de France. Ed. J.B. Bailière. 65 pp.
- 1877. Notice Sur Les Titres Et Ouvrages Scientifiques. Reeditó Kessinger Publishing en 2010, 24 pp. ISBN 1-160-20895-6
- 1877. Les noms des rues de Montpellier: étude critique et historique. Ed. Coulet. 359 pp.
- 1878. Histoire populaire de Montpellier ... Ed. Coulet. 465 pp.
- 1878. Notes sur quelques plantes récoltées en 1877 dans le département de l'Hérault. 15 pp.
- 1880. Sur les Vulpia de France. Ed. Boehm et fils. 36 pp.
- 1886. Mélanges botaniques: plantes nouvelles, critiques, monstrueuses, rares. Ed. F. Savy. 484 pp.
- La abreviatura «Duval-Jouve» se emplea para indicar a Joseph Duval-Jouve como autoridad en la descripción y clasificación científica de los vegetales.[3]